# Старицкий, Александр Павлович
Алекса́ндр Па́влович Ста́рицкий (1841 — 1925) — полтавский земский деятель, член III Государственной думы от Полтавской губернии.

## Биография

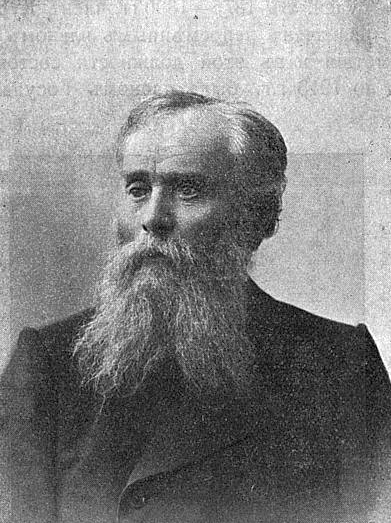
А.П. Старицкий

Православный. Из потомственных дворян Полтавской губернии. Землевладелец той же губернии (1053 десятины).
Окончил Полтавский кадетский корпус (1861) и Константиновское артиллерийское училище, выпущен офицером.
В 1871 году перешел на службу по выборам: избирался мировым судьей 1-го участка Полтавской губернии (1871—1892), гласным Полтавского уездного земского собрания и членом уездной земской управы (с 1868). С введением института земских начальников служил земским начальником (1890—1899).
Затем избирался почетным мировым судьей по Полтавскому уезду (с 1899), членом Полтавской губернской земской управы (1900—1906) и полтавским уездным предводителем дворянства (1904—1908). Состоял председателем Общества пособия бывшим воспитанникам и служившим в Полтавском кадетском корпусе, председателем Полтавского отделения Красного Креста, а с 1896 года — по избранию губернского земства, членом губернского училищного и епархиального училищного советов. Дослужился до чина действительного статского советника (1906). Был членом «Союза 17 октября».
3 октября 1908 на дополнительных выборах в Государственную думу был избран на место скончавшегося Г. Н. Навроцкого от съезда землевладельцев Полтавской губернии. Входил в русскую национальную фракцию. Состоял членом комиссий: по исполнению государственной росписи доходов и расходов, по переселенческому делу и по Наказу. Возглавлял Полтавский отдел Всероссийского национального союза.
Скончался в 1925 году, место смерти неизвестно.

## Семья
Был женат на Александре Яковлевне Стрижевской. Их дети:
- Владимир (1870—1965), в эмиграции в Болгарии, затем в США.
- Григорий (1881—1955), в эмиграции в Болгарии, затем в США. Сотрудник библиотеки Йельского университета.
- Павел (1887—1985), в эмиграции во Франции, работал шофером. Состоял председателем Объединения русских шоферов и товарищем председателя Союза бывших деятелей русского судебного ведомства.
- Надежда (1872—1973), воспитанница Бестужевских курсов, служила педагогом в Петрограде.
- Наталия (1873—1960), воспитанница Бестужевских курсов, организатор и директор гимназии в Полтаве.

## Награды
- Орден Святой Анны 3-й ст. (1887)
- Орден Святого Станислава 2-й ст. (1897)
- Орден Святого Владимира 4-й ст. (1901)

- медаль «В память царствования императора Александра III»
- медаль «За труды по первой всеобщей переписи населения»